# La Tinaja de los Rodríguez
La Tinaja de los Rodríguez är en ort i Mexiko.   Den ligger i kommunen San Miguel de Allende och delstaten Guanajuato, i den centrala delen av landet, 210 km nordväst om huvudstaden Mexico City. La Tinaja de los Rodríguez ligger 2 071 meter över havet och antalet invånare är 469.
Terrängen runt La Tinaja de los Rodríguez är huvudsakligen kuperad, men den allra närmaste omgivningen är platt. Runt La Tinaja de los Rodríguez är det tätbefolkat, med 913 invånare per kvadratkilometer. Närmaste större samhälle är Comonfort, 16,1 km väster om La Tinaja de los Rodríguez. Trakten runt La Tinaja de los Rodríguez består i huvudsak av gräsmarker.